# Junkers-Larsen JL-6
Junkers-Larsen JL-6 är den amerikanska varianten av Junkers F 13.

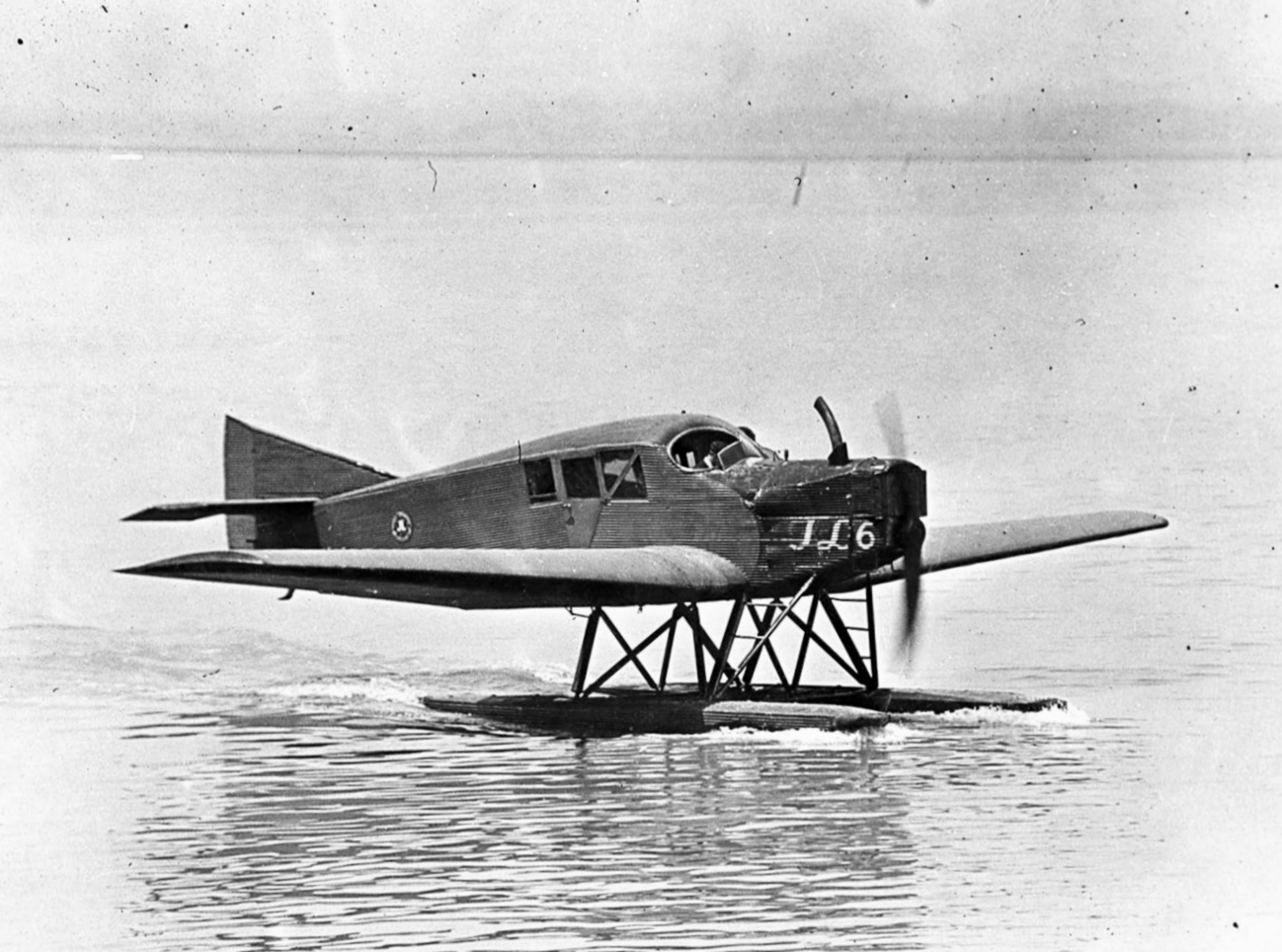
Junkers-Larsen JL-6, 1920

Flygplanet Junkers-Larsen JL-6 modifierades av Junkers-Larsen Aircraft Corporation i USA för den amerikanska marknaden.
John Miller Larsen, som var dansk-amerikan, fick under hösten 1919 möjligheten att provflyga prototypen till flygplanet, som skulle bli Junkers F13. Han blev imponerad av flygplanets prestanda och såg en stor marknad för det robust byggda helmetallflygplanet i USA och Kanada. Efter förhandlingar med Hugo Junkers skrevs ett kontrakt i november 1919, där Larsen gavs rätten att marknadsföra och utveckla Junkersflygplan för den amerikanska marknaden. 
1920 exporterades 23 flygplan via hamnarna i Amsterdam och Hamburg till det samägda företaget Junkers-Larsen Aircraft Corporation i USA.  Flygplanen levererades delvis monterade och före slutmontering blev flygplanen modifierade. Alla instrument som monterades in var försedda med engelsk text.  Anslutningar mellan bränsletank och motor, som var försedda med mm-gänga, byttes mot amerikansk standardtyp, för att underlätta underhåll och reparationer. På två flygplan lyckades man inte få bränsleslangen tät, vilket resulterade i motorbrand och bägge flygplanen havererade.
I USA köpte US Navy in ett antal flygplan, som försågs med beväpning och dessutom användes typen av US Post Office för postflygning. Roald Amundsen och Oskar Omdal använde i juni 1922 ett JL-6 flygplan för sitt misslyckade försök att flyga till Nordpolen.